# Samsung Galaxy J2 (2018)
Il Samsung Galaxy J2 (2018), anche noto come Galaxy J2 Pro (2018) o Galaxy Grand Prime Pro, è uno smartphone Android dual SIM di fascia bassa prodotto da Samsung, facente parte della serie Galaxy J.

## Caratteristiche tecniche

### Hardware
Il Galaxy J2 (2018) è uno smartphone con form factor di tipo slate, misura 143.8 x 72.3 x 8.4 millimetri e pesa 153 grammi.
Il dispositivo è dotato di connettività GSM, HSPA, LTE, di Wi-Fi 802.11 b/g/n con supporto a Wi-Fi Direct e hotspot, di Bluetooth 4.2 con A2DP, di GPS con A-GPS, GLONASS e BDS, e di radio FM. Ha una porta microUSB 2.0 OTG ed un ingresso per jack audio da 3.5 mm.
Il Galaxy J2 (2018) è dotato di schermo touchscreen capacitivo da 5 pollici di diagonale, di tipo S-AMOLED con aspect ratio 16:9 e risoluzione 540 x 960 pixel (densità di 220 pixel per pollice), protetto da vetro Gorilla Glass. Il retro è in plastica, la parte laterale in alluminio. La batteria agli ioni di litio da 2600 mAh è removibile dall'utente.
Il chipset è un Qualcomm Snapdragon 425, con CPU quad-core formata da 4 Cortex-A53 a 1.4 GHz e GPU Adreno 3088. La memoria interna è da 16 GB, mentre la RAM è di 1.5 o 2 GB (in base al taglio).
La fotocamera posteriore ha un sensore da 8 megapixel, dotato di autofocus, HDR e flash LED, in grado di registrare al massimo video full HD a 30 fotogrammi al secondo, mentre la fotocamera anteriore è da 5 megapixel, con flash LED.

### Software
Il sistema operativo è Android, in versione 7.1 Nougat, aggiornabile fino ad 8.0 Oreo (non in tutte le versioni).
Ha l'interfaccia utente TouchWiz.

## Varianti

### Galaxy J2 Core
Il Samsung Galaxy J2 Core è stato commercializzato ad agosto 2018. Differisce dal Galaxy J2 (2018) principalmente per la presenza di Android 8.1 di serie, in versione Android Go, per il chipset Exynos 7570 Quad, per il retro in plastica e per la presenza di un solo GB di RAM e 8 o 16 GB di memoria. Ad aprile 2020 ne è stata immessa sul mercato una nuova versione (Samsung Galaxy J2 Core (2020)), solo per il mercato indiano, uguale alla precedente tranne che per l'assenza del taglio da 8 GB di memoria interna, della colorazione lavanda (sostituita dalla colorazione blu) e del vetro Gorilla Glass.